# Adeuomphalus crenulata
Adeuomphalus crenulata är en snäckart som först beskrevs av Powell 1937.  Adeuomphalus crenulata ingår i släktet Adeuomphalus och familjen Skeneidae. Inga underarter finns listade i Catalogue of Life.